# Mes courants électriques

Coperta albumului „Mes courants électriques”

Mes Courants Électriques, al doiea album al lui Alizée, a apărut în 2003. Odată cu acest album și-a schimbat imaginea și stilul muzical. Primul extras a fost J'en ai marre, urmând apoi J'ai pas vingt ans și A contre courant.

## Melodii
Conține melodiile: 
1. J'en ai marre
2. A contre-courant
3. Toc de mac
4. Amelie m'a dit
5. C'est trop tard
6. Tempete
7. J'ai pas vingt ans!
8. Hey! Amigo!
9. L'e-mail a des ailes
10. Youpidou
11. Coeur deja pris